# Adams Rocks
Adams Rocks är en kulle i Antarktis. Den ligger i Västantarktis. Inget land gör anspråk på området. Toppen på Adams Rocks är 607 meter över havet.
Terrängen runt Adams Rocks är huvudsakligen kuperad, men åt nordost är den platt. Trakten är obefolkad. Det finns inga samhällen i närheten.